# الزهور (جريدة)

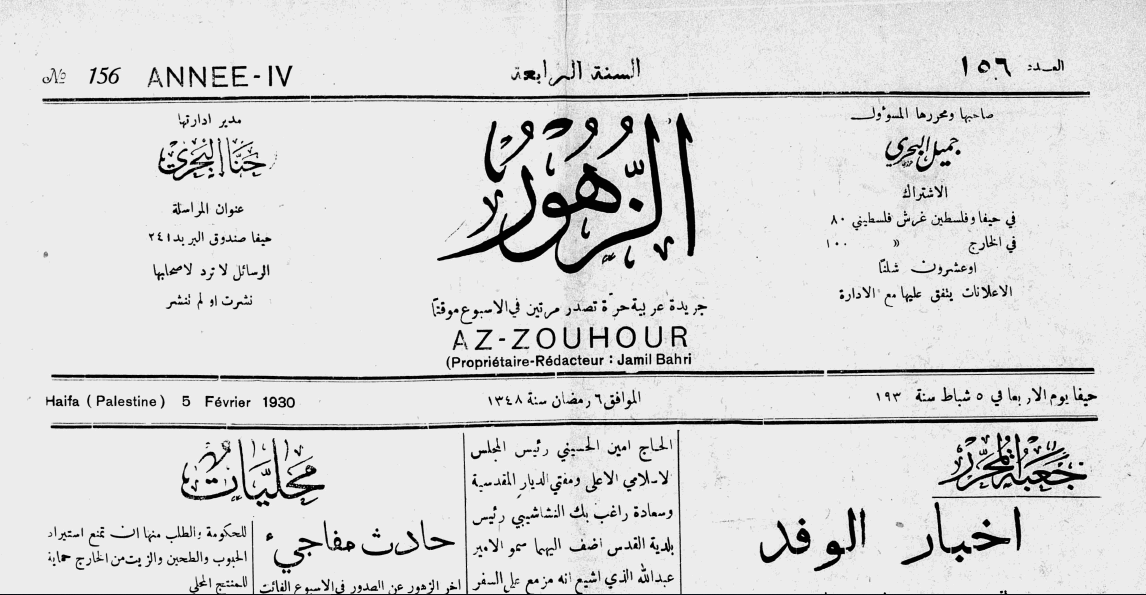
جريدة الزهور

الزهور، جريدة فلسطينية كانت تصدر في حيفا بين السنوات 1927 - 1931، بدأت أسبوعية ثم أصبحت تصدر مرتين في الأسبوع، وكان ناشرها جميل البحري وبعد مقتله تولى نشرها وتحريرها حنا البحري.
صدر العدد الأول من هذه الجريدة في حيفا، يوم الأربعاء 12 كانون الثاني 1927. وكان صاحبها ومديرها المسؤول جميل البحري. خدمت الزهور مصالح طائفة الروم الكاثوليك في حيفا والجليل.
قتل محررها جميل البحري في 6 أيلول 1930 بسبب نزاع حول ملكية أرض بين بين وقف الروم الكاثوليك والمقبرة الإسلامية في حيفا التحتى. وبعد مقتله، حاول حنا البحري إصدار الصحيفة لعدة أشهر، وقد صدر العدد الأخير منها بتاريخ 12 أيار 1931.